# Damernas stafett i längdskidåkning vid olympiska vinterspelen 2006
Damernas 4 x 5 kilometer i de olympiska vinterspelen 2006 hölls vid Pragelato i Italien den 18 februari 2006.

## Medaljörer
| Spel     | Guld                                                                                             | Silver                                                                      | Brons                                                                        |
| 4 x 5 km | Ryssland Natalia Baranova-Masolkina Larisa Kurkina Julija Tjepalova Jevgenija Medvedeva-Arbuzova | Tyskland Stefanie Böhler Viola Bauer Evi Sachenbacher-Stehle Claudia Künzel | Italien Arianna Follis Gabriella Paruzzi Antonella Confortola Sabina Valbusa |

## Resultat
| Placering | Lag                                                                                             | Tid     |
| --------- | ----------------------------------------------------------------------------------------------- | ------- |
|           | Ryssland Natalia Baranova-Masolkina Larisa Kurkina Julija Tchepalova Evgenia Medvedeva-Abruzova | 54:47,7 |
|           | Tyskland Stefanie Boehler Viola Bauer Evi Sachenbacher-Stehle Claudia Künzel                    | 54:57,7 |
|           | Italien Arianna Follis Gabriella Paruzzi Antonella Confortola Sabina Valbusa                    | 54:58,7 |
| 4         | Sverige Anna Dahlberg Elin Ek Britta Norgren Anna-Karin Strömstedt                              | 55:00,3 |
| 5         | Norge Kristin Størmer Steira Hilde G Pedersen Kristin Murer Stemland Marit Bjørgen              | 55:21,8 |
| 6         | Tjeckien Helena Balatkova Erbenova Kamila Rajdlova Ivana Janečková Kateřina Neumannová          | 55:46,3 |
| 7         | Finland Aino-Kaisa Saarinen Virpi Kuitunen Riitta-Liisa Lassila Kati Venäläinen                 | 55:55,8 |
| 8         | Ukraina Kateryna Grygorenko Tatjana Zavalij Vita Jakimchuk Valentina Shevchenko                 | 56:36,3 |
| 9         | Frankrike Aurelie Perrillat Karine Philippot Cecile Storti Emilie Vina                          | 56:41,4 |
| 10        | Kanada Milaine Theriault Sara Renner Amanda Ammar Beckie Scott                                  | 56:49,8 |
| 11        | Schweiz Seraina Mischol Laurence Rochat Natascia Leonardi Cortesi Seraina Boner                 | 56:52,4 |
| 12        | Japan Nobuko Fukuda Masako Ishida Sumiko Yokoyama Madoka Natsumi                                | 56:57,8 |
| 13        | Kazakstan Oxana Jatskaja Yevgeniya Voloshenko Elena Kolomina Svetlana Malahova-Shishkina        | 57:52,9 |
| 14        | USA Wendy Kay Wagner Kikkan Randall Sarah Konrad Rebecca Dussault                               | 57:58,4 |
| 15        | Belarus Alena Sannikova Ludmila Korolik Shablouskaya Ekaterina Rudakova Bulauka Olga Vasiljonok | 58:19,5 |
| 16        | Kina Wang Chunli Li Hongxue Liu Yuanyuan Song Bo                                                | 58:42,5 |
| 17        | Estland Piret Pormeister Silja Suija Kaili Sirge Tatjana Mannima                                | 60:24,4 |